# Rada Iveković
Rada Iveković, née en 1945 à Zagreb, est philosophe non-nationaliste, indianiste et écrivaine féministe yougoslave d'origine croate.

## Formation et enseignements
Rada Iveković a fait des études à l'université de Zagreb et à l'université de Belgrade et, de 1970 à 1973, a continué ses études de la philosophie bouddhiste à l'université de Delhi (doctorat 1972).
Rada Iveković a enseigné aux universités de Zagreb et de Paris VIII. Elle est aujourd'hui professeure à l'université de Saint-Étienne et, depuis 2004, directrice de Programme au Collège international de philosophie (Paris). Elle est membre de l'équipe éditoriale du réseau scientifique TERRA.

## Prise de position
Rada Iveković fait partie des signataires d'une tribune, une tribune dans L'Obs critiquant un texte d'orientation du Mouvement contre le racisme et pour l'amitié entre les peuples dénonçant deux passages du texte d’orientation adopté pour trois ans par le Mouvement contre le racisme et pour l’amitié entre les peuples (Mrap) à son congrès du 30 mars et du 1er avril 2012 à Bobigny (Seine-Saint-Denis). Cette tribune critique les références au "racisme anti-blanc" dans le texte. Ce "racisme édenté", d'après les signataires, serait "sans force, sans pouvoir, incapable de n'être autre chose que des mots".

## Œuvres

### Ouvrages en français
- Orients : critique de la raison postmoderne, Paris, Noël Blandin, 1992
- La Croatie depuis l’effondrement de la Yougoslavie, L'Harmattan, 1994
- Le Sexe de la philosophie.Jean-François Lyotard et le féminin, L'Harmattan, 1997
- Bénarès. Essai d'Inde, L'Harmattan, 2001
- Dame nation. Nation et différences des sexes, Longo Editore, Ravenne, 2003
- Le Sexe de la nation, Léo Scheer, 2003
- Les citoyens manquants, Al Dante, 2015

### Ouvrages récents en anglais
- 2004 : Commentary - The Veil in France: Secularism, Nation, Women. Economic and political weekly: a Sameeksha Trust publication. Vol. 39, 11, 1117-1119.
- 2005 : The Fiction of Gender Constructing the Fiction of Nation: On How Fictions Are Normative, and Norms Produce Exceptions. Anthropological Yearbook of European Cultures 2005 (Gender and Nation in South Eastern Europe), 19-38.
- 2005 : (Abstract pour conférence Polemos, Stasis ... War, Civil War, 24-27 June 2005, National Chiao Tung University, Taiwan: Center for Humanities and Social Theory): Borders and Partitions : Exception as Space and Time.

## Le vocabulaire de Rada Iveković
- partage de la raison
- "Que veut dire traduire ?"[2]

## Essais sur Rada Iveković
- 2004 : Diane Lamoureux: 'Comptes rendus : Rada Iveković : Le sexe de la nation;Dame Nation. Nation et différence des sexes, Recherches féministes, vol. 17, 1, 224-227.
- 2007 (à paraître) Margret Grebowicz: Gender after Lyotard. Albany: State University of New York Press, 2007. (Source: WorldCat)